# Джесси Ли
Джесси Ли (англ. Jessie Lee, настоящее имя англ. Kristen Lohnas, род. 19 сентября 1984, Буффало, Нью-Йорк) — американская порноактриса, эротическая модель и танцовщица, лауреатка премии Inked Awards. Снимается в жанре альтернативной порнографии.

## Биография
Родилась 19 сентября 1984 года в Буффало, Нью-Йорк. Работая горничной в родном городе, начала интересоваться темой альтернативного порно, сперва начал работать в качестве альтернативной модели, а затем перешла в порноиндустрию. В 2007 году подала заявку на вступление в качестве модели альт-порно в студию Burning Angel, созданную актрисой и режиссёром Джоанной Энджел.
Дебютировала в качестве порноактрисы в сентябре 2007 года в возрасте 23 лет, снявшись для Burning Angel вместе с Mayhem и Джеймсом Дином в фильме Friends Don't Let Friends Fuck Alone.
В качестве актрисы в основном снималась для Burning Angel, но также работала для других продюсеров, таких как Doghouse, Score, Wicked Pictures, Evil Angel, Abigail Productions, Twistys и ClubJenna.
В 2009 году получила первую номинацию на AVN Awards в категории «Лучшая сцена двойного проникновения» за Cum on My Tattoo 4. В следующем году снова была номинирована, но уже в категории «лучшая сцена от первого лица» за POV Punx 2.
На следующих церемониях вручения AVN Awards в 2012, 2013 и 2014 годах также была номинирована в категории «непризнанная актриса года». В 2015 году была номинирована в категории «лучшая групповая лесбийская сцена» за роль в Vampire Cheerleaders.

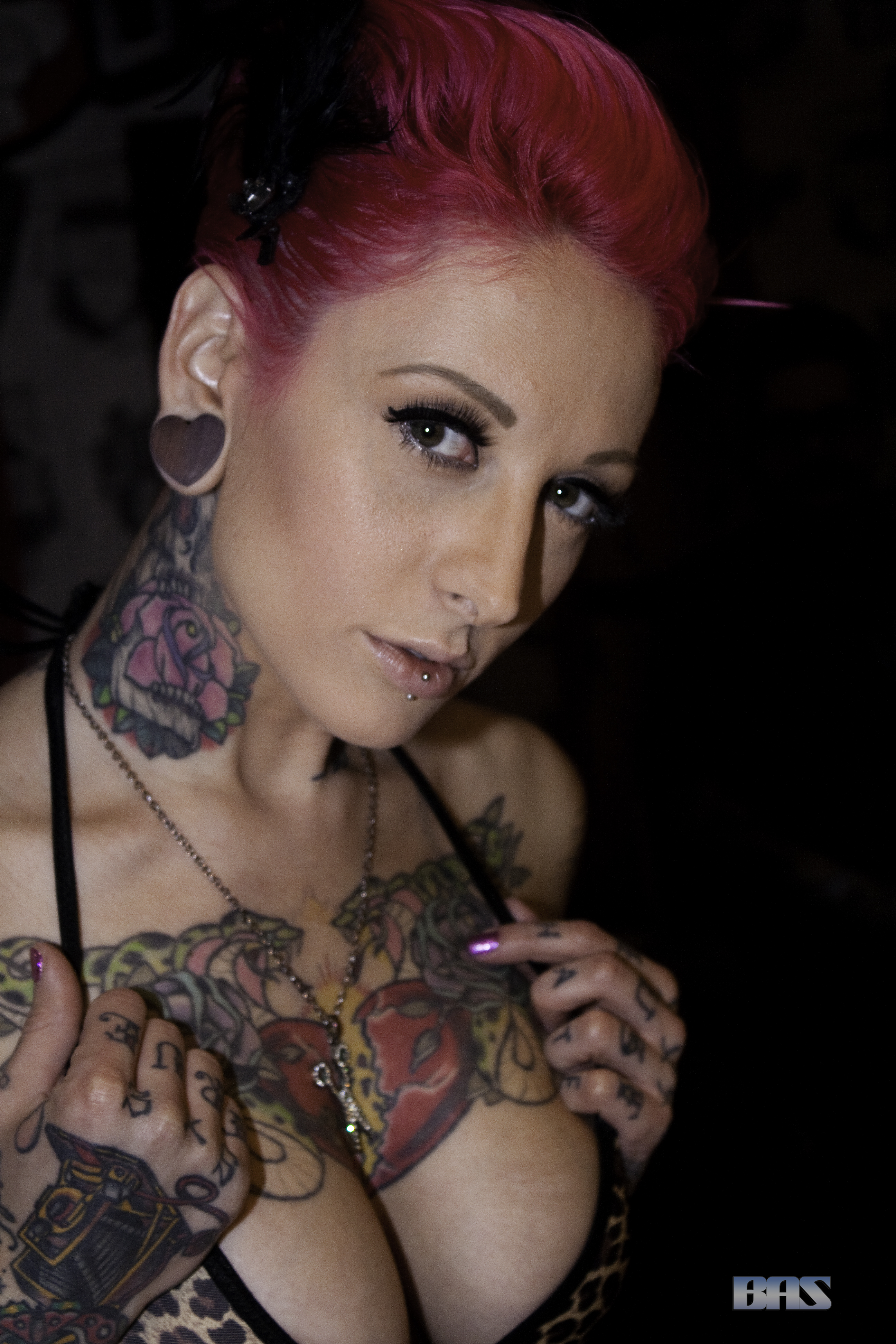
Джесси на AVN Adult Entertainment Expo, 2016 год

В 2016 году Джесси сделала перерыв в съёмках, чтобы работать в качестве модели ню и альт-порно, а также в качестве эротической танцовщицы. В 2019 году возобновила съёмки, первым фильмом после долгого перерыва стал Evil Oil, срежиссированный Джоанной Энджел. Также в 2019 году получила премию Inked Awards в номинации «лучшая задница». На втором этапе карьеры интересы Джесси в индустрии представляет агентство OC Modelings.
На декабрь 2019 года Джесси снялась более чем в 70 порнофильмах. У актрисы есть пирсинг в нижней губе, а также большое количество татуировок — более двадцати. Снимается в самых различных жанрах и сценах: соло, гетеро, лесби, групповые и межрасовые сцены, кримпай, оральный секс, «глубокая глотка», MILF, бондаж, двойное проникновение, фетиш и пр. Страницы актрисы в социальных сетях Твиттер и Instagram насчитывают более чем по 100 тысяч подписчиков.

## Награды и номинации

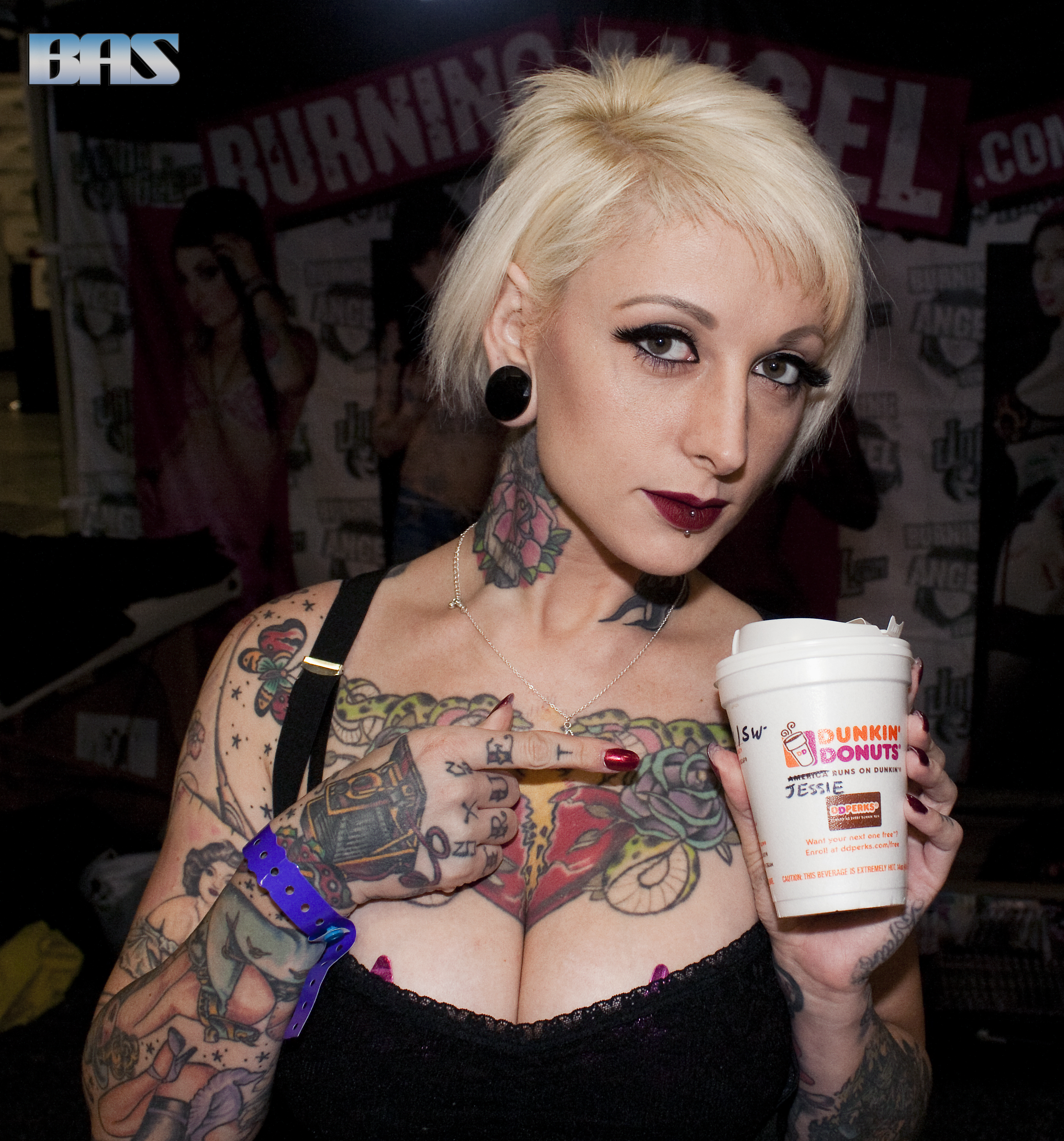
Джесси на Exxxotica, Нью-Джерси, 2014 год

| Год  | Церемония             | Результат | Премия                              | Номинация            |
| ---- | --------------------- | --------- | ----------------------------------- | -------------------- |
| 2009 | AVN Awards            | Номинация | Лучшая сцена двойного проникновения | Cum on My Tattoo 4   |
| 2010 | AVN Awards            | Номинация | Лучшая секс сцена от первого лица   | POV Punx 2           |
| 2012 | AVN Awards            | Номинация | Непризнанная актриса года           | н/д                  |
| 2013 | AVN Awards            | Номинация | Непризнанная актриса года           | н/д                  |
| 2013 | Nightmoves            | Номинация | Лучшая татуировка                   | н/д                  |
| 2013 | Sex Awards            | Номинация | Самая сексуальная взрослая звезда   | н/д                  |
| 2014 | AVN Awards            | Номинация | Непризнанная актриса года           | н/д                  |
| 2014 | Nightmoves            | Номинация | Лучшая татуировка                   | н/д                  |
| 2014 | Nightmoves Fan Awards | Номинация | Лучшая татуировка                   | н/д                  |
| 2015 | AVN Awards            | Номинация | Лучшая групповая лесбийская сцена   | Vampire Cheerleaders |
| 2015 | AVN Awards            | Номинация | Приз поклонников: лучшая грудь      | н/д                  |
| 2015 | Nightmoves            | Номинация | Лучшая татуировка                   | н/д                  |
| 2015 | Nightmoves Fan Awards | Номинация | Лучшая татуировка                   | н/д                  |
| 2019 | Inked Awards          | Победа    | Лучшая задница                      | н/д                  |

## Избранная фильмография
- Cum on My Tattoo 4
- POV Punx 2
- Vampire Cheerleaders